# CD1
Em imunologia, denomina-se CD1 a um tipo de antígeno CD próprio do sistema imune de mamíferos. Caracteriza-se por possuir um peso molecular de 43-49 kDa e a sua natureza bioquímica o enquadra dentro da família das imunoglobulinas. A sua função biológica na célula está relacionada com apresentação de antígenos lipídicos. Possui semelhanças com o MHC de classe I. Expressa-se nos timócitos corticais, células de Langerhans, células dendríticas, linfócitos B, epitélio intestinal, músculo liso e endotélio de vasos sanguíneos.

## Tipos
O CD1 de natureza glicoproteica divide-se em dois grupos:
- Grupo I: CD1a, CD1b e CD1c, especializadas na apresentação de antígenos.[3]
- Grupo II: CD1d, expressado em vários tipos celulares.

O CD1e possui função biológica desconhecida